# Eerste Kamerverkiezingen 1991
De Eerste Kamerverkiezingen van 1991 waren reguliere Nederlandse verkiezingen voor de Eerste Kamer der Staten-Generaal. Zij vonden plaats op 27 mei 1991.
Bij deze verkiezingen kozen de leden van Provinciale Staten - die op 6 maart 1991 bij de Statenverkiezingen gekozen waren - een nieuwe Eerste Kamer.
De door de leden van Provinciale Staten uitgebrachte stemmen hadden niet alle dezelfde waarde; zij werden gewogen aan de hand van de bevolkingscijfers van de provincies. 
De uitslag van de verkiezingen was als volgt:
| Partij                                  | Zetels | Zetels | +/− |
| Partij                                  | 1987   | 1991   | +/− |
| --------------------------------------- | ------ | ------ | --- |
| Christen-Democratisch Appèl             | 26     | 27     | +1  |
| Partij van de Arbeid                    | 26     | 16     | −10 |
| Volkspartij voor Vrijheid en Democratie | 12     | 12     | 0   |
| Democraten 66                           | 5      | 12     | +7  |
|                                         |        |        |     |
| Communistische Partij van Nederland     | 1      | -      |     |
| Politieke Partij Radikalen              | 1      | -      |     |
| Pacifistisch Socialistische Partij      | 1      | -      |     |
| Groen Links                             | -      | 4      |     |
| subtotaal                               | 3      | 4      | +1  |
|                                         |        |        |     |
| Staatkundig Gereformeerde Partij        | 1      | 2      | +1  |
| Gereformeerd Politiek Verbond           | 1      | 1      | 0   |
| Reformatorische Politieke Federatie     | 1      | 1      | 0   |
| Totaal                                  | 75     | 75     | 0   |

## Gekozenen
Bij deze verkiezingen waren alle 75 leden aftredend, van wie 51 herkozen werden.
*1850 · 1853 · 1856 · 1859 · 1862 · 1865 · 1868 · 1871 · 1874 · 1877 · 1880 · 1883 · *1884 · 1887 (I) · *1887 (II) · *1888 · 1890 · 1893 · 1896 · 1899 · 1902 · *1904 · 1907 · 1910 · 1913 · 1916 · *1917 · 1919 · *1922 · *1923 · 1926 · 1929 · 1932 · 1935 · *1937 · *1946 · *1948 · 1951 · *1952 · 1955 · *1956 (I) · *1956 (II) · 1960 · *1963 · 1966 · 1969 · *1971 · 1974 · 1977 · 1980 · *1981 · *1983 · *1986 · 1987 · 1991 · 1995 · 1999 · 2003 · 2007 · 2011 · 2015 · 2019 · 2023

* algemene verkiezingen in verband met vervroegde ontbinding van de Eerste Kamer

vanaf 1987 bedraagt de vaste zittingstermijn van de Eerste Kamer vier jaar